# 미스워비체

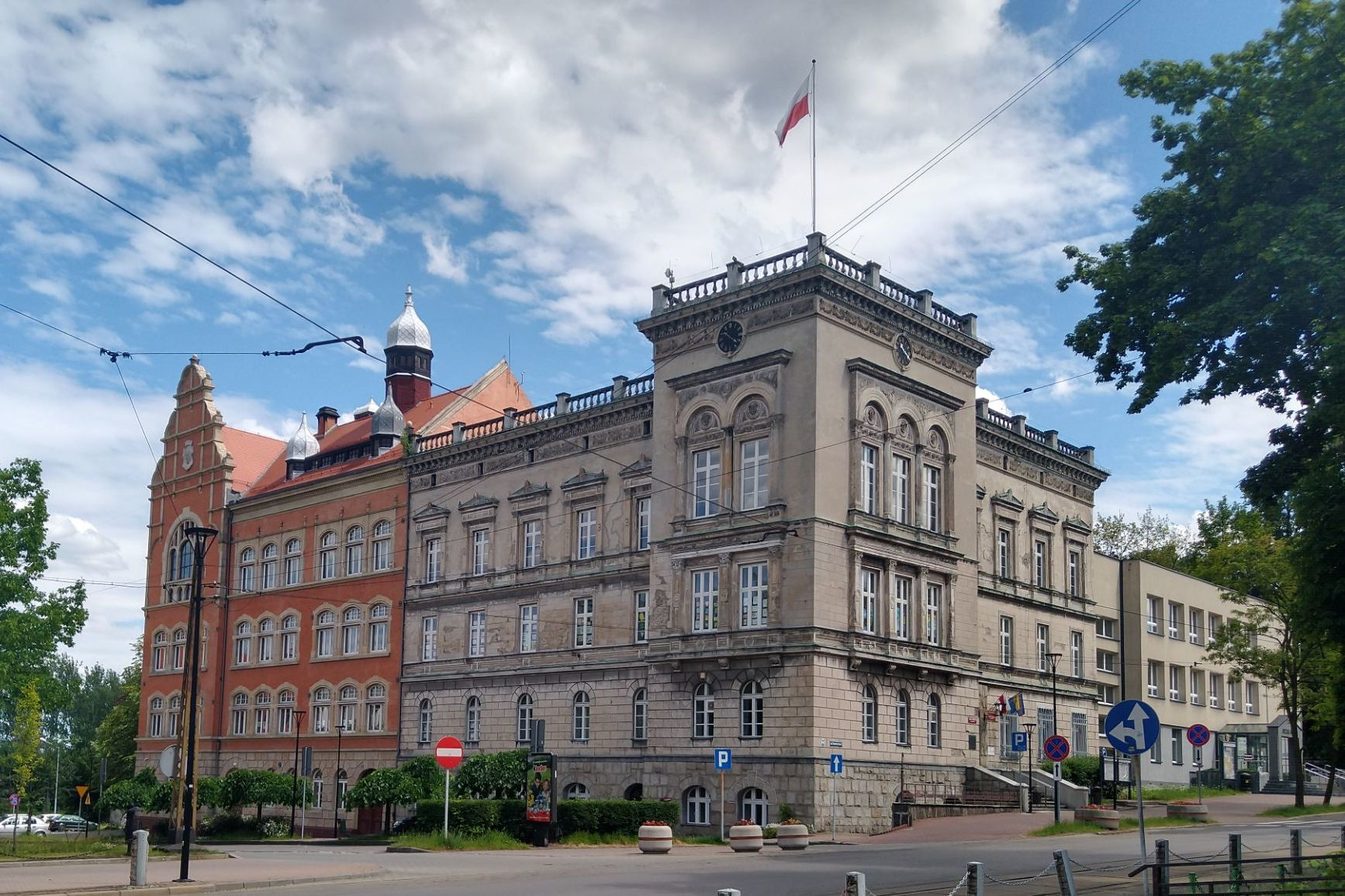
미스워비체

미스워비체(폴란드어: Mysłowice)는 폴란드 남부 실롱스크주에 위치한 도시로, 면적은 65.75km2, 인구는 74,912명(2008년 기준), 인구 밀도는 1,100명/km2이다. 14세기에 건설되었으며 카토비체와 가까운 지점에 위치한다. 1871년부터 1917년까지 러시아 제국, 오스트리아-헝가리, 독일 제국 간의 삼제삼합점이 있던 곳이기도 하다.

시기
시 문장

## 자매 도시
- 체코 프리데크미스테크